# Symplecta (Trimicra) confluens
Symplecta (Trimicra) confluens is een tweevleugelige uit de familie steltmuggen (Limoniidae). De soort komt voor in het Australaziatisch gebied.